# 兰陵县 (楚国)
兰陵县，中国旧县名，治所分布在今山东省兰陵县、枣庄市峄城区、枣庄市台儿庄区。
战国时代，兰陵为楚国辖境，春申君以荀子为兰陵令。汉朝时属東海郡或东海国，治所在今山东省临沂市兰陵县西南四十五里兰陵镇。西晋元康以后至东晋为兰陵郡治，刘宋时，并入氶县，后多有废置。东魏复置，属兰陵郡。北齐废。
隋文帝开皇十六年（596年）分氶县复置，属徐州。隋炀帝大业二年（606年）废兰陵县。改氶县为兰陵县，治所在今山东省枣庄市东南峄城区西北一里，属彭城郡。唐高祖武德四年（621年）兰陵县改为氶县，别置兰陵县于今兰陵县兰陵镇田家屯村，属鄫州。唐太宗贞观元年（627年）省入丞县。
金章宗明昌六年（1195年）改氶县复置兰陵县，属邳州。治所即今山东枣庄市东南峄城区。金宣宗贞祐四年（1216年）移治今枣庄市峄城镇南土娄村，即今旧峄县。贞祐末年，蒙古占领后，还治今峄城区。兴定年间为峄州治所。元世祖至元二年（1265年）兰陵县取消，并入峄州。
1943年5月，山东抗日根据地由峄县、滕县、铜山县、邳县分设兰陵办事处。次年3月改称兰陵县，1945年10月撤销，并入峄县。1947年山东革命根据地由山东临沂、峄县及江苏邳县析置（原兰西办事处旧地）。治所在兰陵（今山东苍山县西南兰陵镇）。1948年2月重新设立兰陵县，治所在今枣庄市台儿庄区。1953年撤销，划归峄县和苍山县。2014年1月苍山县正式改名为兰陵县，即现在的兰陵县。